# Ken Howard (acteur)
Kenneth Joseph ("Ken") Howard, Jr. (El Centro, Californië (Verenigde Staten), 28 maart 1944 – Los Angeles, 23 maart 2016) was een Amerikaans acteur, die zowel in films als televisieseries optrad.

## Loopbaan
Howard speelde in onder andere In Her Shoes (2005), John Rambo (2008) en de televisieserie Crossing Jordan. In september 2009 werd hij gekozen tot voorzitter van de Screen Actors Guild, de Amerikaanse vakbond van acteurs. Na een fusie met een andere vakbond was hij van 2012 tot 2016 voorzitter van de nieuwe acteursvakbond SAG-AFTRA.
Hij overleed in 2016 op 71-jarige leeftijd.

## Onderscheidingen
- 1969: Theatre World Award voor 1776
- 1970: Tony Award voor Child's Play
- 1981: Emmy voor The Body Human: Facts for Boys
- 2009: Emmy voor Grey Gardens

## Broadway
- 1968: Promises, Promises
- 1969: 1776
- 1970: Child's Play
- 1975: Little Black Sheep
- 1988: Rumors

## Filmografie
- 1970: Tell Me That You Love Me, Junie Moon
- 1971: Such Good Friends
- 1972: 1776
- 1972: The Strange Vengeance of Rosalie
- 1977: The Court Martial of George Armstrong Custer
- 1980: Father Damien: The Leper Priest
- 1982: Victims
- 1982: The Country Girl
- 1983: Rage of Angels
- 1983: Second Thoughts
- 1983: The Thornbirds
- 1984: Pudd'nhead Wilson
- 1986: Rage of Angels: The Story Continues
- 1988: The Man in the Brown Suit
- 1990: Strange Interlude
- 1991: Oscar
- 1991: Murder in New Hampshire
- 1992: Mastergate
- 1993: Ulterior Motives
- 1994: Clear and Present Danger
- 1995: The Net
- 1995: Her Hidden Truth
- 1999: Tactical Assault
- 1999: At First Sight
- 1999: A Vow to Cherish
- 2000: Perfect Murder, Perfect Town: JonBenet and the City of Boulder
- 2005: Double Dare
- 2005: Dreamer: Inspired by a True Story
- 2005: In Her Shoes
- 2006: Arc
- 2007: Michael Clayton
- 2007: Sacrifices of the Heart
- 2008: Rambo
- 2008: Under Still Waters
- 2009: Grey Gardens
- 2010: The Numbers Game
- 2011: J. Edgar
- 2014: The Judge

## Noot
1. ↑  Persbericht van de Screen Actors Guild over de benoeming van Howard tot voorzitter. Gearchiveerd op 23 februari 2012.

- Biblioteca Nacional de España: XX973322
- Bibliothèque nationale de France: cb140266216 (data)
- International Standard Name Identifier: 0000 0001 1471 0095
- Library of Congress Control Number: n85176734
- MusicBrainz: 25ec5d0f-c8dc-401b-b794-4966f9b8bdb3
- Nationale Bibliotheek van Tsjechië: xx0093499
- Nationale Bibliotheek van Israël: 987007310840305171
- Istituto Centrale per il Catalogo Unico: UBOV017156
- SNAC: w67v0dsw
- Virtual International Authority File: 39576255
- WorldCat: E39PBJmpgtH3tT4tCJtyQ994bd